# 일본국 헌법 제72조
일본국 헌법 제72조(일본어: 日本国憲法第72条)은 일본국 헌법 제5장 "내각"의 조문 중 하나이다. 내각총리대신의 직무에 대해 규정하고 있다.

## 조문
일본국 헌법 제72조
내각총리대신은 내각을 대표하여 의안을 국회에 제출하고, 일반 국무 및 외교 관계에 대하여 국회에 보고하며, 또한 행정 각부를 지휘 감독한다.

## 해설
내각총리대신이 내각의 수장으로서 국가의 행정을 감독한다는 규정이다.